# Louis Champy
Pour les articles homonymes, voir Champy.
Louis Champy, né le 21 mars 1870 à Rothau dans le Bas-Rhin et mort le 29 juillet 1955 à Caumont dans l'Eure, est un ingénieur du corps des mines, diplômé de l'École polytechnique en 1889 et du Corps des mines six ans plus tard, et un dirigeant de la Compagnie des mines d'Anzin, dans laquelle il est entré dans la seconde partie des années 1900.
Il a notamment dû affronter la Première Guerre mondiale et toutes les destructions qui se sont ensuivies, puis la reconstruction de tout le patrimoine de la Compagnie des mines d'Anzin.

## Biographie

### Naissance
Louis Champy naît le 21 mars 1870 à Rothau dans le Bas-Rhin, fils de Victor Champy et Suzanne Bizouard. Il est issu d'une famille de maîtres de forges à Rothau et Framont-Grandfontaine dans les Vosges, qui furent les plus importantes de France sous le Directoire et au début de l'Empire, après l'effacement du Creusot. Sa famille a opté pour la France en 1874 et s'est installée à Paris, rue Washington.

### Débuts

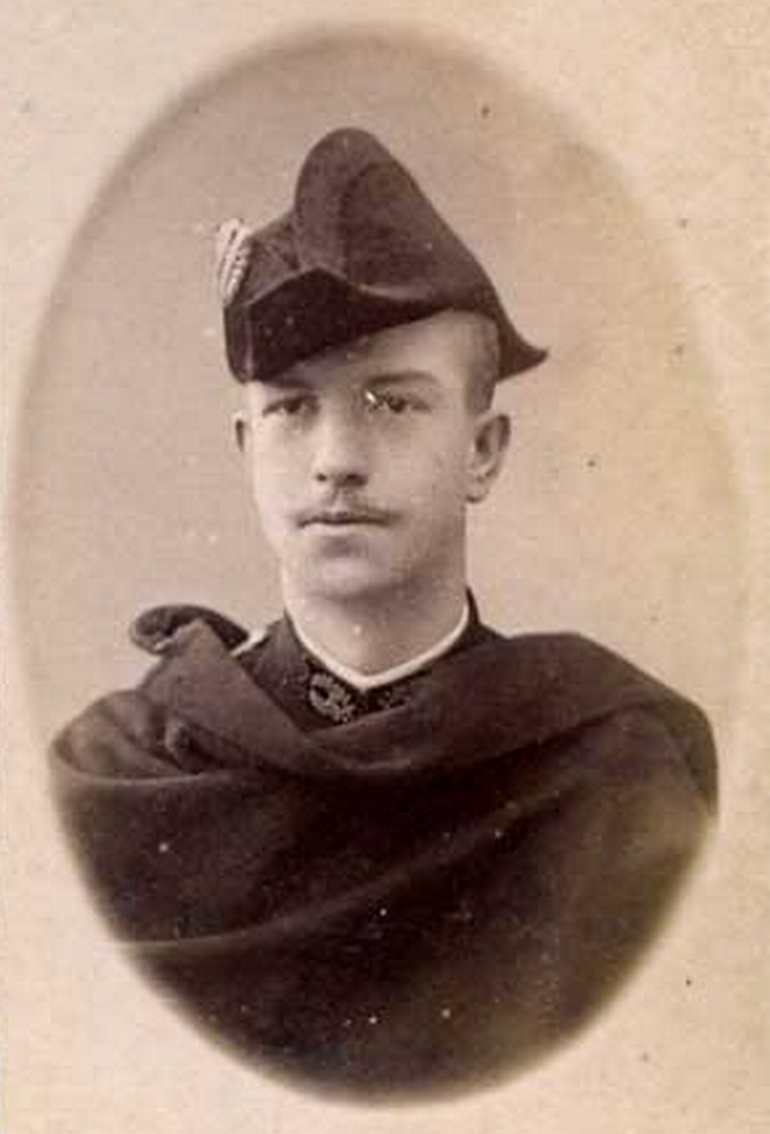
Louis Champy vers 1889.

Louis Champy est issu de la promotion 1889 de l'École polytechnique, où entré vingt-et-unième, il est sorti classé major, juste devant Ernest Cuvelette. Il a fait l'École des Mines de Paris de 1891 à 1895 et fait partie du Corps des mines.
Après diverses missions à l'étranger, en Silésie, en Russie et en Asie mineure, Il est nommé responsable de la circonscription des mines de Chalon-sur-Saône, puis de celle de Valenciennes. En 1905, il entre au service de la Compagnie des mines d'Anzin en tant que directeur général adjoint. Il arrive dans cette compagnie dans la période où vont commencer le fonçage des puits des fosses Sabatier et Agache. Il existe un certain parallèle entre lui et Ernest Cuvelette, qui est entré à la même époque dans la Compagnie des mines de Lens, rivale de celle d'Anzin. Ses contemporains décrivent Louis Champy comme étant « esprit de finesse, haute culture, diplomatie ». Il devient plus tard président du syndicat européen des producteurs de charbon.
La compagnie d'Anzin est une des plus anciennes et des plus importantes entreprises industrielles de France, contrôlée par les Périer et leurs descendants Casimir-Périer. Elle fournit le dixième de la production nationale de charbon, dont elle transforme dans ses ateliers une bonne partie en coke et en briquettes. Deux challenges attendent Louis Champy : un challenge technique avec la mécanisation des tâches (marteau-piqueur, haveuses, tapis roulants, ascenseurs, locotracteurs...) mais aussi un challenge humain et social. Depuis longtemps existe à Anzin une politique de logement et de soins très développée. Mais il reste beaucoup à faire pour améliorer les conditions de travail et la sécurité des mineurs. Le coup de grisou de 1906 à Courrières avec ses mille morts est là pour le rappeler. C'est à partir de cette date que les lampes à feu nu seront bannies. Champy aura à faire face à deux grandes grèves avant la guerre de 14 : celle de 1906 à la suite justement du drame de Courrières et celle de 1914 pour l'obtention de la journée de huit heures.
En 1907, après la mort de Jean Casimir-Périer, le conseil de régie appelle pour lui succéder le sénateur Paul Cuvinot (X Ponts). C'est évidemment un soulagement pour Champy d'avoir pour interlocuteur un camarade. Le souvenir est en effet encore vivace des erreurs du conseil qui ont entraîné les grandes grèves de 1884. C'est avec l'appui de Cuvinot qu'il lance le programme de modernisation des mines avec pour argument que les investissements réalisés rapporteront plus du double de la rente d'État. Louis Champy est ainsi le premier à introduire en France des procédés comme "la traction par locomotives à air comprimé, l'emploi généralisé de la poulie Koepe, le développement du havage et de l'abattage mécaniques, l'installation de sièges d'extraction modernes". Le charbon maigre est abondant à Anzin mais difficile d'utilisation contrairement au charbon gras. Il s'attache à le valoriser en lui faisant subir divers traitements au cours des opérations de criblage, de lavage et d'agglomération qui améliorent grandement ses qualités. Début 1910, en reconnaissance des efforts déployés, le conseil de régie le nomme directeur général.

### Guerre de 1914
Au début de la grande guerre, l'urgence absolue est de sauver un maximum de soldats alliés pris au piège de l'avance allemande : les recueillir, les soigner, leur indiquer des voies de passage... Ce sera la tâche du réseau Edith Cavell, du nom d'une infirmière anglaise établie en Belgique à l'origine de cette initiative. Le réseau s'étend au nord de la France. Parmi ses responsables, Louise Thuliez contacte madame Louis Champy qui a un diplôme d'infirmière et se met aussitôt au travail. Dénoncée par de faux soldats alliés, Edith Cavell sera exécutée en 1915. À partir de septembre 1914, les Allemands s'installent dans le nord de la France et cette occupation, beaucoup moins médiatisée que celle de quarante, aura les mêmes  conséquences : rationnement, prises d'otages, exécutions, déportations, mais aussi résistance de la population. Louis Champy est en première ligne : il lui faut continuer à faire tourner la gigantesque machine malgré les sabotages perpétrés sans raison par les Allemands, aider les ouvriers et leurs familles, faire face aux demandes incessantes de l'occupant et aux réquisitions, voire au pillage des équipements, avec des ateliers entiers démontés pour être expédiés outre-Rhin. Il défend avec vigueur ses hommes quand ils sont inquiétés par l'occupant : A deux reprises, cinq ingénieurs de la Compagnie d'Anzin sont convoqués en conseil de guerre sous l'inculpation d'avoir voulu faire sauter les ponts pour nuire à l'armée allemande ; à deux reprises, le Directeur général donne l'ordre aux inculpés de ne pas se présenter, il se rend seul à la convocation ; à sa protestation, on a dû répondre par des excuses car les cinq ingénieurs n'ont plus été inquiétés. 
Il a aussi des responsabilités extérieures : Chambre de Commerce, Banque de France, dont il est administrateur et pour laquelle il va risquer sa vie. La direction de la succursale de Valenciennes lui demande en effet de cacher l'or de la  Banque qu'elle n'a pas eu le temps d'évacuer. Dans ce dédale de tunnels, il n'a que l'embarras du choix. Mais les Allemands ont des soupçons et l'arrêtent. Il est menacé du peloton d'exécution mais refuse de parler. C'est alors que se produit un petit miracle : une délégation d'industriels de la Ruhr arrive à Valenciennes. Ils demandent à voir Champy, on leur répond qu'il est en prison et en attente d'être passé par les armes. Protestation de la délégation : pour eux, Louis Champy est plus qu'un collègue, il est toujours le président du syndicat européen des producteurs de charbon ! Ils exigent que la procédure soit abandonnée et font libérer Champy. Un sursis pour lui car les Allemands lui réservent d'autres tours...

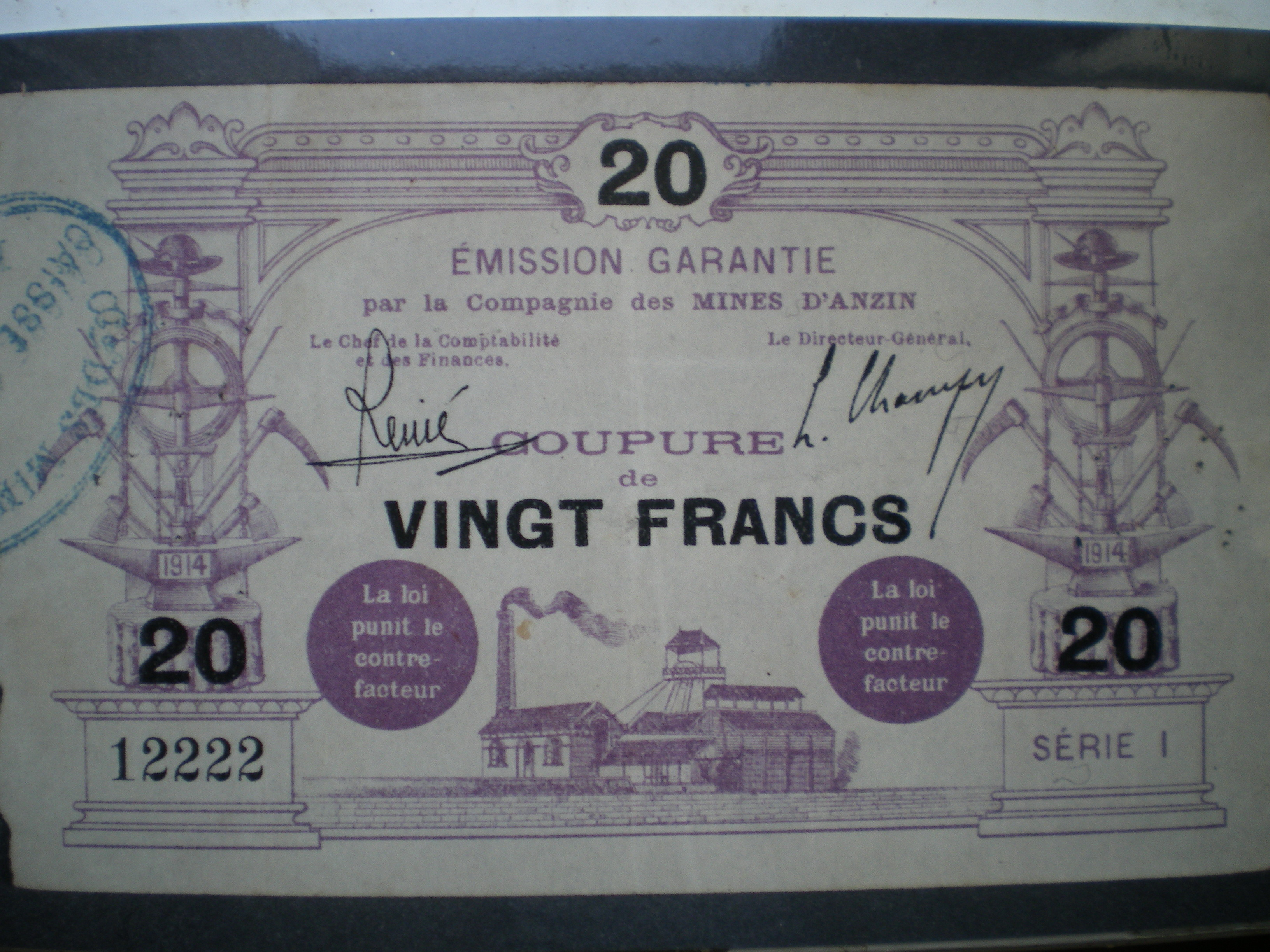
Billet de vingt francs de la Compagnie d'Anzin.

Comme les succursales de la Banque de France ont évacué leurs stocks et que la monnaie métallique se terre, le Nord doit faire face à une pénurie de monnaie et se lance dans l'émission de billets de nécessité. Ce seront les bons communaux émis par les Chambres de Commerce pour éviter une paralysie des transactions. De son côté, Louis Champy prend une initiative originale : il fait émettre par la Compagnie d'Anzin des billets de 5 et 20 francs portant sa signature qui serviront à payer les ouvriers. Ces billets seront remboursables en charbon, ce qui leur assurera un succès tel qu'ils seront à leur tour thésaurisés. On peut en voir dans le médaillier central de la Banque de France. Louis Champy note avec humour dans ses carnets : Me voilà devenu faux-monnayeur! 
La fin de la guerre marque pour  lui le paroxysme du danger. En effet, en septembre 1918, l'accélération de l'avance alliée conduit les Allemands à mettre sur pied une politique de terre brûlée : toutes les installations d'Anzin, des puits aux ateliers de surface en passant par les chevalements, sont bardées d'explosifs. Spectacle insupportable pour Champy qui cherche à persuader le commandant local qu'au moins les ateliers de surface n'ont aucun intérêt militaire et que les Alliés ne leur pardonneront pas un tel acte, que le président Wilson et l'opinion américaine condamneront avec force. Il sait que les Allemands craignent les réactions de Wilson mais ne peut être au courant de la demande d'armistice qu'ils vont formuler auprès de ce dernier le 6 octobre. En tout cas, l'argument fait mouche, le commandant promet de différer autant qu'il le peut les destructions d'ateliers et le fait conduire le 8 octobre auprès du GQG qui est à Spa, pour plaider sa cause. L'entrevue a lieu à quelques kilomètres de là, à Pepinster, le 9 octobre. Il planche devant plusieurs hauts gradés et développe ses arguments : le premier est celui des dommages de guerre qu'ils auront à payer, ils l'accueillent avec un sourire sarcastique ; le deuxième est l'argument américain déjà exposé à Valenciennes, qui fait réfléchir ses interlocuteurs et semble les convaincre, puisqu'ils lui déclarent qu'un contrordre sera transmis et les ateliers de surface épargnés. Mais son plaidoyer leur a donné une idée.et  Champy va vite s'apercevoir qu'on ne chatouille pas impunément les moustaches du tigre ! 
Il a si bien attiré l'attention du haut état-major que ce dernier décide de l'utiliser pour une mission presque impossible : il doit aller trouver les responsables français et les sonder sur leurs intentions ; s'ils veulent la guerre à outrance, les mines seront inondées par destruction des cuvelages et des digues de l'Escaut. Une inondation serait une catastrophe économique majeure, avec des années de production perdues. Il sait que les Allemands ne reculeront pas, car ils ont déjà fait sauter des cuvelages de puits à Lens, à Aniche et ailleurs. On lui fait également comprendre que s'il ne revient pas, il ne reverra jamais sa femme, gardée en otage spéciale à Liège. Il accepte, car ce qu'il veut, c'est gagner du temps et il pense que les Allemands attendront la fin de ces pourparlers avant de continuer les destructions, dont une première vague a eu lieu du 8 au 14 octobre ; c'est en tout cas l'assurance que lui a donnée le capitaine Edelman à Valenciennes. Il a en même temps l'espoir secret que l'avance alliée permettra de sauver ce qui reste des mines. 
Il est emmené à la frontière suisse et rejoint Paris en passant par notre ambassade à Berne. Il rencontre Clemenceau, ainsi que ses camarades Albert Lebrun et Louis Loucheur, le premier, ministre des Régions libérées, le second, ministre de l'Armement. Il leur fait le point sur les destructions opérées, les mesures qu'il a prises et celles à prendre en urgence. Il a en effet réalisé des travaux souterrains tels que le démontage au dernier moment des pompes d'exhaure pour les cacher dans les galeries hautes des puits. Il importe donc de les récupérer pour les remettre en service. Il explique aussi que ses collègues de Lens ont commandé en Suisse des pompes surpuissantes de la marque Sulzer, qu'il faudra mettre en service le plus vite possible pour dénoyer les puits. Revenu en Suisse, il doit attendre quatre jours son laissez-passer et ne retourne en Allemagne que le 2 novembre où il retrouve sa femme. Comme l'avance alliée ne s'est pas ralentie, les Allemands inondent les marais de l'Escaut et la ville basse de Valenciennes ; plusieurs puits sont touchés. Le même jour, les Alliés entrent dans Valenciennes. Le 7, les négociations d'armistice sont entamées. Champy, qui a été transféré dans les caves de la mairie d'Aix-la-Chapelle, est libéré peu après.  

### Reconstruction
Le travail qui l'attend est immense : mines inondées, chevalements détruits, ainsi que les compresseurs, machines d'extraction, ventilateurs, génératrices, la moitié des chaudières et toutes les voies de chemin de fer. En sens inverse, tous les fours à coke sont intacts ; quant aux criblages, lavoirs et ateliers d'aggloméré, ils sont encore en état à peu près correct, ce qui signifie que leur dynamitage a été annulé. Le travail le plus urgent est le dénoyage : un seul cuvelage a été détruit, celui du puits Thiers, provoquant un flot de 300 m3/h, mais l'arrêt de l'exhaure a entraîné une lente montée des eaux dans tous les puits. Comme prévu, les pompes Sulzer du Groupement des Houillères au fur et à mesure de leur livraison sont mises en service dans les puits d'Anzin. Dès qu'elles permettent d'accéder à l'étage supérieur où sont cachées les pompes d'exhaure, ces dernières sont réparées, remises en route et les pompes Sulzer partent sur d'autres puits. Travail lent, difficile et fastidieux : il faudra plusieurs années à Champy pour dénoyer les mines. Son camarade Ernest Cuvelette, qui dirige la société chargée du dénoyage, lui apporte une aide précieuse. Après le dénoyage, il faut réparer et moderniser les installations. Tâche colossale, retardée par la pénurie d'acier et de matériel. On improvise ainsi des chevalements en béton, qui ne sont pas sans poser des problèmes d'assise.
En 1919, la production d'Anzin est symbolique. Elle atteint 1,1 million de tonnes en 1920, 1,9 en 1921, 2,3 en 1922. En 1923, elle retrouve son niveau d'avant-guerre, soit 3,5 millions, pour arriver à 4,1 en 1928. L'effectif des mineurs a presque doublé par rapport à l'avant-guerre, ce gonflement étant facilité par l'afflux de Polonais, que le patronat recrute activement. Parallèlement, l'effort de modernisation passe par l'électrification des sièges d'extraction, qui permet l'utilisation de haveuses de plus en plus puissantes et la généralisation des marteaux-piqueurs au fur et à mesure de l'installation de compresseurs.

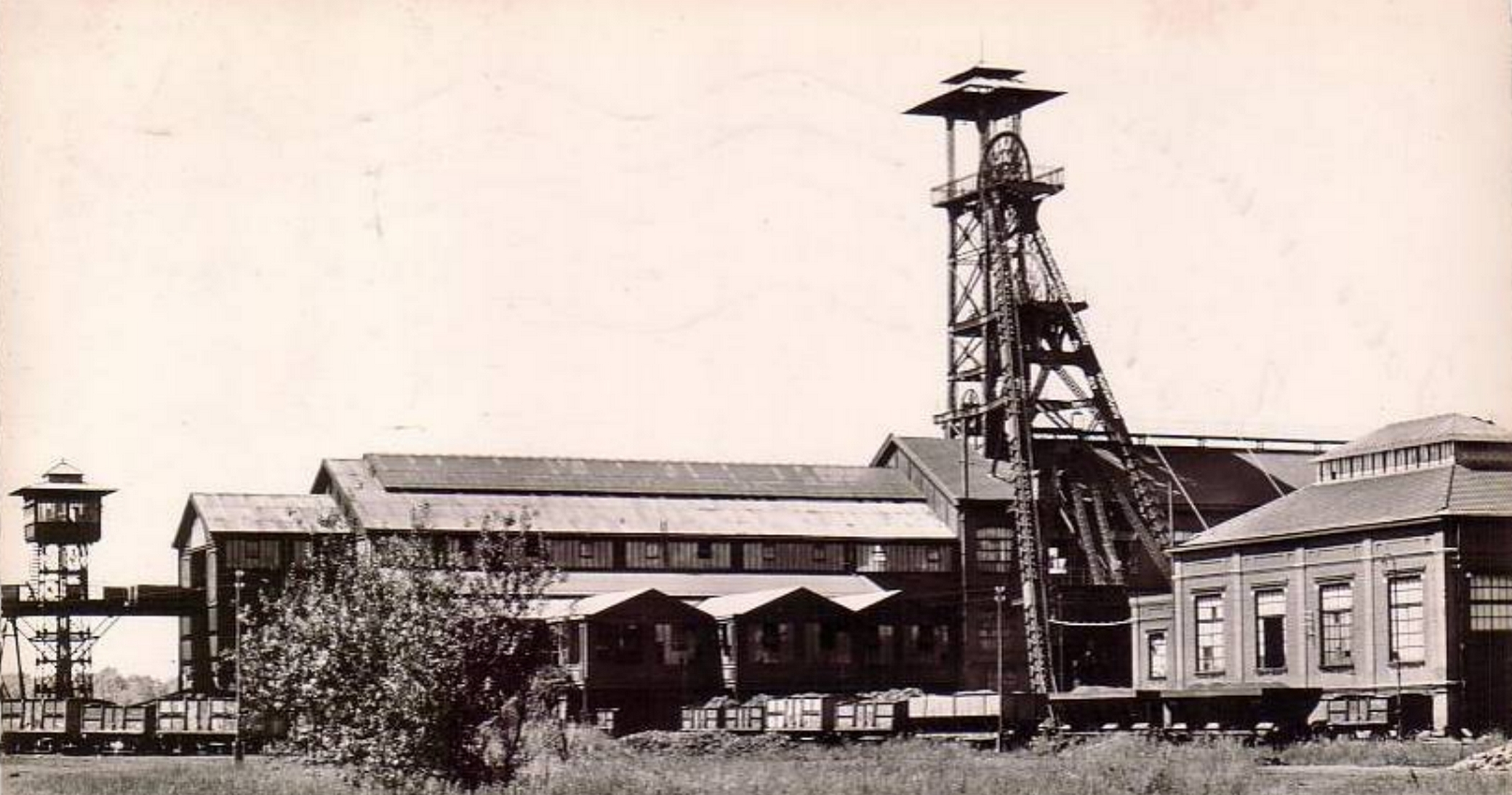
Fosse Sabatier reconstruite.

Un nouveau challenge devient très prégnant : c'est celui de la diversification pour mieux valoriser le produit et mieux répartir les risques. Ainsi de la production d'électricité : avant la guerre, Anzin avait une participation d'un tiers dans la SERVA (Société d'électricité de la région de Valenciennes-Anzin). Champy décide d'utiliser un nouveau procédé pour le développement duquel il va jouer un rôle de pionnier : le charbon pulvérisé. Il construit en 1923 une centrale à Thiers (près de Bruay-sur-l'Escaut), de 60 000 kW, qui couvrira les besoins de la compagnie. Mais la diversification la plus significative se fera dans l'industrie chimique qui permet de valoriser les nombreux sous-produits de la houille. Les goudrons sont distillés dans des ateliers spécialisés pour produire du benzol et du sulfate d'ammoniaque. Même le brai, sous-produit de cette distillation, est valorisé. L'unité qui traite les goudrons est dotée d'une capacité du double de la production d'Anzin, ce qui signifie qu'elle est conçue pour recevoir un approvisionnement des producteurs voisins ; tentative de rationalisation méritoire, mais insuffisante, juge Odette Hardy-Hémery.  Le gaz des fours à coke peut être utilisé pour le chauffage ou l'éclairage. On peut aussi en tirer de l'ammoniaque ou de l'hydrogène. Champy lance en 1924 en association avec Kuhlmann une filiale spécialisée dans ces productions aux débouchés importants qui sera opérationnelle en 1930. Il prend également une participation dans la société Ammonia, qui travaille sur le même créneau. 
La Compagnie d'Anzin renaissante et diversifiée devient une vitrine de l'industrie française. De nombreux visiteurs, ministres, chefs d'État, écrivains, s'y pressent. Pour les recevoir dignement, le directeur dispose d'une résidence, le château Dampierre, grande demeure cossue et désormais classée, dotée d'un beau parc et d'une serre d'orchidées où officie un nommé Hennion. Un deuxième manoir est à la disposition des visiteurs pour les loger. Petit flash back : pendant la guerre, la famille Champy était reléguée à la cave, avec pour seul champ de vision les bottes prussiennes dans la cour, pendant que les invités de marque comme le Kronprinz se pavanaient dans les salons. Pour décorer les menus et les nombreuses publications de la Compagnie, Louis Champy fait appel à un artiste local dont la notoriété dépassera largement les frontières de la région : Lucien Jonas, qui excelle à croquer sur le vif les mineurs.

### Autres activités

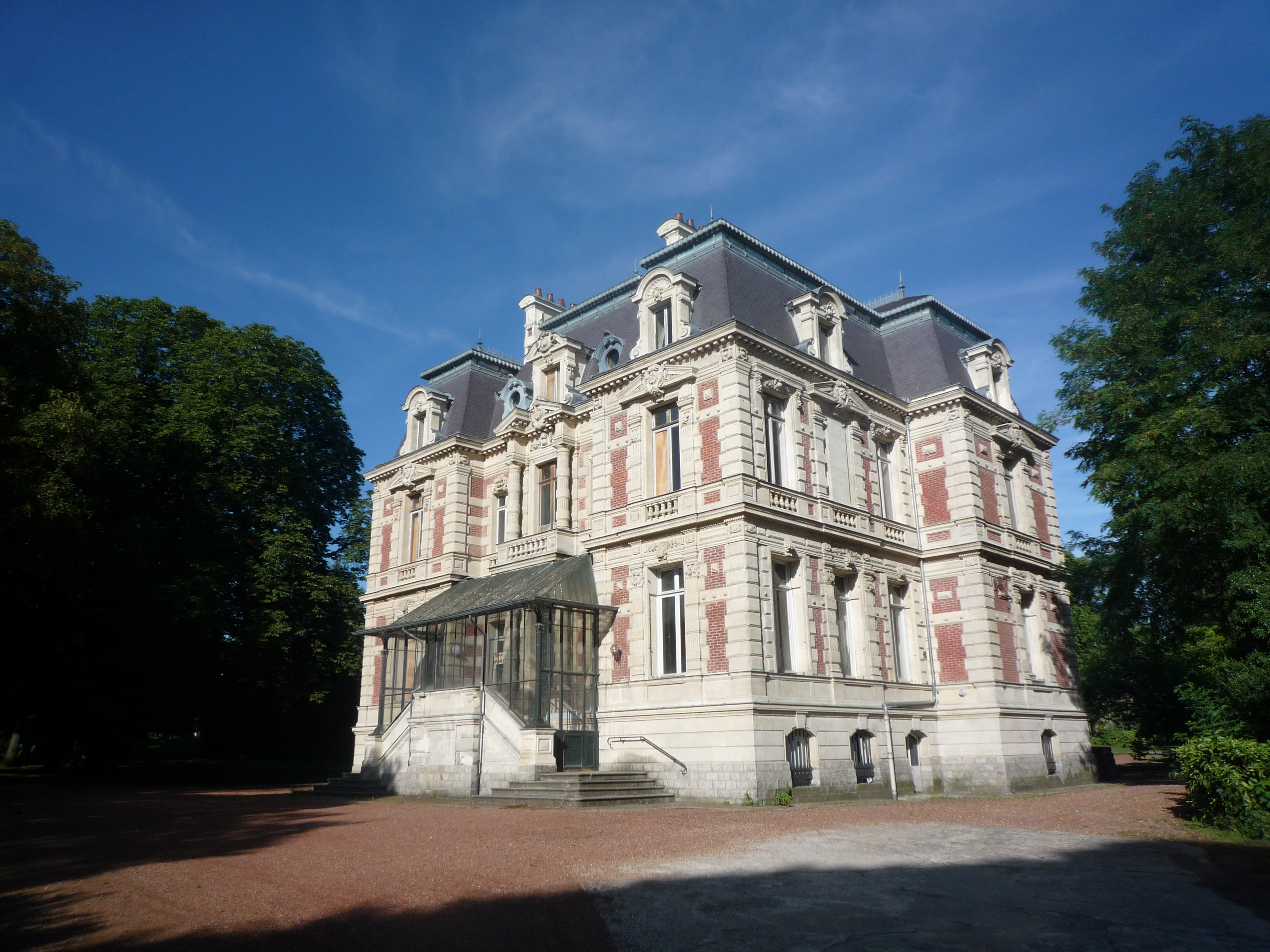
Château Dampierre à Anzin.

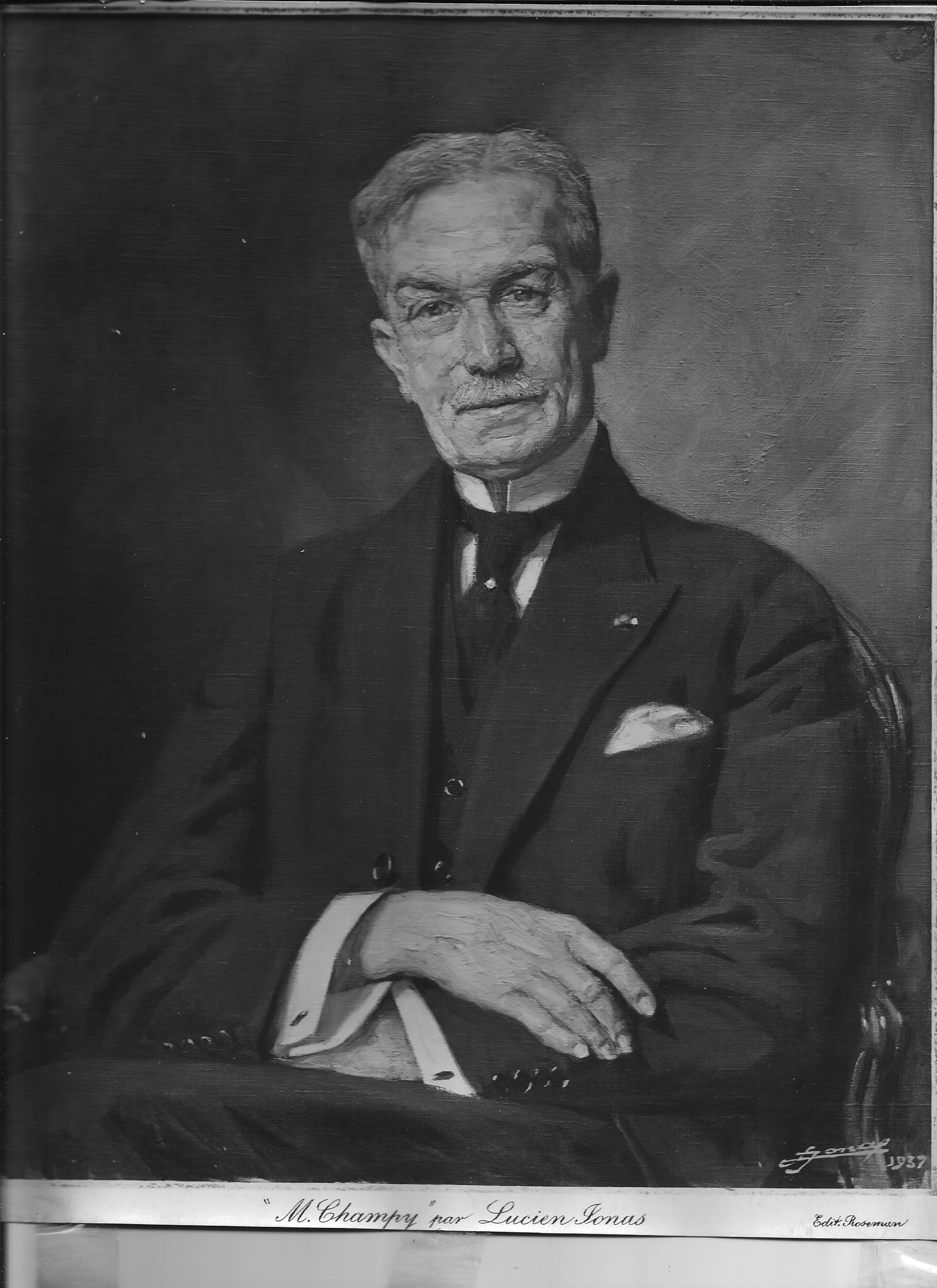
Louis Champy, par Lucien Jonas

Il est un autre aspect de ses activités qui est moins connu : il n'est pas seulement industriel après la guerre, mais aussi banquier, un pas qu'il a franchi à cause des extrêmes difficultés de financement de la reconstruction. En effet, les réserves constituées avant-guerre ont fondu comme neige au soleil et les dommages de guerre sont délivrés au compte-gouttes. Tous les moyens sont utilisés pour se procurer des fonds. En 1920, Anzin abandonne son statut de société civile pour celui de société anonyme, ce qui facilitera les émissions d'actions. Les compagnies se regroupent pour émettre des obligations gagées sur les dommages de guerre à venir. Et, en 1923, elles créent la Banque de l'Union des Mines, présidée au départ par Paul Weiss, que tant de choses rapprochent de Champy : Alsacien, major de l'X, passionné de géologie, et en plus héros du sauvetage de Courrières ! Cette banque des mineurs a progressivement élargi sa clientèle pour devenir un établissement parisien solide et respecté. Louis Champy n'est qu'administrateur mais on peut mesurer son influence au nombre de grands dirigeants qu'il y a formés : ainsi Hervé Leclerc, du groupe Empain-Schneider, ou Jacques Merlin, président du Crédit Commercial de France dans les années 1960. L'Union des Mines a fusionné après la seconde guerre avec la Hénin, puis ultérieurement avec la banque de Suez. 
En janvier 1936, peu de temps avant de prendre sa retraite, Louis Champy est fait commandeur de la Légion d'honneur. Son camarade Albert Lebrun, président de la République, est le premier à le féliciter et le reçoit en audience à l'Élysée. Les quotidiens énumèrent à cette occasion ses activités non lucratives. A Paris, il est membre du conseil d'administration de l'École des Mines et du comité consultatif des Mines. À Valenciennes, il est membre de la Chambre de Commerce, président d'honneur de la Société d'horticulture et des jardins ouvriers de France, de la Société des concerts symphoniques, ainsi que de la Société chorale d'Anzin. Il prend sa retraite dans sa propriété des bords de Seine à Caumont (Eure), dont il sera maire. Il y a fait construire par un architecte du Nord, Louis Marie Cordonnier, une grande demeure de style anglo-normand. 
La Libération va le faire sortir de sa retraite : en effet le gouvernement prononce en 1946  la nationalisation des mines, des chemins de fer et de l'électricité. Les mines d'Anzin sont incorporées aux Houillères du Nord et du Pas-de-Calais. Mais la Compagnie d'Anzin conserve un important patrimoine privé, fruit de la diversification entreprise par Champy, et on le rappelle pour aider à gérer ce patrimoine, regroupé dans la Société valenciennoise de gestion. C'est à partir de cette société qu'est créée en 1953 une de nos grandes sociétés d'investissement, la SOFRAGI, dont la banque la Hénin prendra le contrôle par apport de titres.

### Vie privée
Louis Champy a épousé en 1892 Anne de Colombel, d'une famille de noblesse de robe rouennaise, née en 1871 et morte en 1944. Ils ont eu six enfants : Pierre, ingénieur aux Houillères du Nord, né en 1893 et mort en 1962 ; Michel, polytechnicien et raffineur de sucre, né en 1895 et mort en 1985, époux de Laure Dupont-Piérard, de la famille des banquiers Dupont ; Victor, né en 1897 et mort en 1985, marié à Magdeleine Begouën-Demeaux, descendante d'anciens armateurs du Havre ; Hélène, née en 1899 et morte en 1983, épouse de Jean Pauzat, directeur d'Anzin à la suite de son beau-père ; Jean, né en 1901 et mort en 1959, ingénieur aux Houillères du Nord et du Pas-de-Calais, marié à Suzanne Pagniez ; et Charles, mort le 19 août 1929 d'un accident de voiture.
Par la sœur de Louis, les liens avec Polytechnique ont été encore renforcés : elle a en effet épousé Ferdinand Guillebot de Nerville (1858-1931), X 1878, fils de Ludovic (X mines, 1834). Ferdinand fut un pionnier de l'électricité et cofondateur de Supelec.

### Mort
Louis Champy meurt le 29 juillet 1955 à Caumont dans l'Eure. Il est enterré au cimetière du Père-Lachaise (17e division), au plus près des Casimir-Périer, de la chapelle Bizouard et de celle de Gaspard Monge, le fondateur de l'École polytechnique, si chère à la famille depuis 1794.